# Doboszowice
Doboszowice (německy Hertwigswalde) je vesnice v Polsku, nacházející se v dolnoslezském vojvodství, ząbkowickém okrese, náležející do gminy Kamieniec Ząbkowicki.
V letech 1975–1998 obec administrativně náležela k valbřišskému vojvodství.
Jižně od obce je uzavřená železniční stanice Doboszowice na Železniční trati č. 137 z Kamieńce Ząbkowického do Nysy.

## Památky
V seznamu polského Národního památkového ústavu je uvedeno, že se v obci nachází farní kostel Svatého Mikuláše z období XV. - XVIII. století), který se skládá z kostela a hřbitova, dříve pohřebiště, zděného vstupu a hřbitovní zdi s bránou.

## Osobnosti
V obci se narodil Jakub Arnošt z Lichtenštejna-Kastelkornu, biskup olomoucký, arcibiskup salcburský a biskup sekavský působící v letech 1728–1747.